# Corral Point
Corral Point är en udde i Antarktis. Den ligger på Moe Island i Sydorkneyöarna. Argentina och Storbritannien gör anspråk på området.
Terrängen inåt land är lite kuperad. Havet är nära Corral Point åt sydväst. Trakten är obefolkad. Det finns inga samhällen i närheten.